# Яркин (посёлок)
Яркин (узб. Yorqin / Ёрқин) — посёлок городского типа, расположенный на территории Зафарабадского района Джизакской области Республики Узбекистан.
Статус посёлка городского типа с 2009 года.